# San José Loma Grande
San José Loma Grande är en ort i Mexiko.   Den ligger i kommunen Córdoba och delstaten Veracruz, i den sydöstra delen av landet, 230 km öster om huvudstaden Mexico City. San José Loma Grande ligger 1 484 meter över havet och antalet invånare är 912.
Terrängen runt San José Loma Grande är kuperad åt nordväst, men åt sydost är den bergig. Runt San José Loma Grande är det mycket tätbefolkat, med 2 345 invånare per kvadratkilometer. Närmaste större samhälle är Córdoba, 12,3 km söder om San José Loma Grande. I omgivningarna runt San José Loma Grande växer i huvudsak städsegrön lövskog.